# Tennis Channel Open 1998 - Qualificazioni doppio
Le qualificazioni del doppio  del Tennis Channel Open 1998 sono state un torneo di tennis preliminare per accedere alla fase finale della manifestazione. I vincitori dell'ultimo turno sono entrati di diritto nel tabellone principale. In caso di ritiro di uno o più giocatori aventi diritto a questi sono subentrati i lucky loser, ossia i giocatori che hanno perso nell'ultimo turno ma che avevano una classifica più alta rispetto agli altri partecipanti che avevano comunque perso nel turno finale.
Le qualificazioni del doppio del torneo Tennis Channel Open 1998 prevedevano 4 coppie partecipanti di cui una è entrata nel tabellone principale.

## Teste di serie
1. Mark Keil /  T. J. Middleton (ultimo turno)

1. Kent Kinnear /  David Wheaton (Qualificati)

## Qualificati
1. Kent Kinnear  /   David Wheaton

## Tabellone

### Legenda
| - Q = Qualificato - WC = Wild card - LL = Lucky loser | - ALT = Alternate - SE = Special Exempt - PR = Protected Ranking | - w/o = Walkover - r = Ritirato - d = Squalificato |

|  | Primo turno | Primo turno                   | Primo turno                   | Primo turno | Primo turno |  |  | Ultimo turno | Ultimo turno               | Ultimo turno | Ultimo turno | Ultimo turno |  |
|  |             |                               |                               |             |             |  |  |              |                            |              |              |              |  |
|  | 1           | Mark Keil T. J. Middleton     | Mark Keil T. J. Middleton     | 7           | 6           |  |  |              |                            |              |              |              |  |
|  |             | Darin Pleasant Andrew Stoner  | Darin Pleasant Andrew Stoner  | 6           | 2           |  |  | 1            | Mark Keil T. J. Middleton  | 7            | 6            | 6            |  |
|  | 2           | Kent Kinnear David Wheaton    | Kent Kinnear David Wheaton    | 6           | 7           |  |  | 2            | Kent Kinnear David Wheaton | 6            | 7            | 7            |  |
|  |             | Scott Draper Greg Van Emburgh | Scott Draper Greg Van Emburgh | 4           | 6           |  |  |              |                            |              |              |              |  |